# Michael Berry
Sir Michael Victor Berry FRS, FRSE (Surrey, 14 de março de 1941) é um físico matemático e professor emérito da Universidade de Bristol, Inglaterra.
Foi eleito fellow da Royal Society de Londres em 1982 e honrado cavaleiro em 1996. Desde 2006 é editor do periódico da sociedade, Proceedings of the Royal Society.
É famoso principalmente pela fase de Berry, um fenômeno observado, por exemplo, em mecânica quântica e óptica. Trabalha principalmente com estudos na fronteira entre as diferentes teorias físicas, como clássica e quântica, ou raios e ondas, ramo chamado de física assintótica, com ênfase em aspectos geométricos das ondas (especialmente fase) e caos.

## Carreira
Berry é bacharel em física pela Universidade de Exeter e PhD pela Universidade de St. Andrews. Desde então, tem dedicado sua carreira à Universidade de Bristol, onde é professor emérito. Apesar disso, já lecionou em diversas universidades em diversos países como Nigéria, Itália, Alemanhã, França, Holanda, Austrália, Nova Zelândia, Estados Unidos (Caltech), Israel, Suíça e México.